# Genspark
genspark （ジェンスパーク）はMainFuncが開発し、2024年6月にリリースされた検索Aiである。

## 概要
Sparkpageを生成する機能があり、AIが調べたことについてまとめたページを作成することができる。また、URLを共有すれば誰でもSparkpageを見ることができる。また、作成されたSparkpageは編集することもできる。

## Genspark Autopilot Agent
Genspark Autopilot Agentでは検索したい文章を送信すると、数分かけて、正確に情報を検索してくれる機能である。複数のタスクを同時に送信したり、ページを閉じても動くのである。